# Protoschizomidae
Famille
Les Protoschizomidae sont une famille de schizomides.

## Distribution
Les espèces de cette famille se rencontrent au Mexique et aux États-Unis au Texas.

## Liste des genres
Selon Schizomids of the World (version 1.0) :
- Agastoschizomus Rowland, 1971
- Protoschizomus Rowland, 1975

## Publication originale
- Rowland, 1975 : A partial revision of Schizomida (Arachnida), with descriptions of new species, genus, and family. Occasional Papers of the Museum, Texas Tech University, no 31, p. 1-21.